# 紀の川コミュニティバス
紀の川コミュニティバス（きのかわコミュニティバス）は、和歌山県紀の川市と岩出市が共同運行するコミュニティバス。運行は和歌山バス那賀に委託している。地域間幹線系統として、国・和歌山県の補助を受ける。

## 概要
紀の川市貴志川支所を起点に紀の川市西部地域（貴志川・桃山・打田）と岩出市の駅、公共施設、病院やスーパー等各施設を巡回する。
- 運賃は150円均一（小児・障がい者とその介助者は80円）。和歌山バス那賀・和歌山バス共通1日乗車券及びスルっとKANSAIカードの使用不可。
- 11枚綴り回数券（発売額は10回分の運賃相当分）も発売している。
- 一周所要約100分。
- 右回り、左回りともに1日6便運行。
- 土日祝日12月30日から1月3日以外は毎日運行する。

## 経由地
紀の川市貴志川支所 - 神戸 - 貴志川高校前 - 西貴志コミュニティセンター - 長山団地 - 西山口 - 西山丹生脇 - 岸宮 - 尼寺 - 北山 - 丸栖コミュニティセンター - 丸栖北 - スポレクセンター前 - 船戸山 - 船戸跨線橋北詰- 岩出市役所- 宮 - 岩出駅 - 岩出 - 那賀総合庁舎前 - 岡田北-西井阪 - 下井阪 - 下井阪駅東 - 国分寺東 - 中三谷 - 東三谷 - めっけもん広場前 - 古和田 - 紀の川市役所前 - 打田駅西 - 公立那賀病院 - 東田中神社西 - 西行法師像前 - 百合山 - 百合 - 段新田 - 紀の川市桃山支所 - 市場 - 段 - オークワ桃山店前 - 高嶋 - 桃山会館前 - 調月小学校前 - 調月南部 - 貴志川大橋東詰 - あおば幼稚園前 - 高尾 - 井ノ口大滝 - 井ノ口 - 貴志駅下 - 紀の川市貴志川支所

## 歴史
和歌山県那賀郡内には総合病院や商業施設、役場などが点在し、それらを結びつける公共交通が未整備だった。また、この地域には既存のバス路線がカバーできていない交通不便な地域も多く存在していた。このような背景のもと、2000年8月に試験運行を開始し、2002年4月に本格的に運行を開始した。